# St. Blasius (Hannoversch Münden)

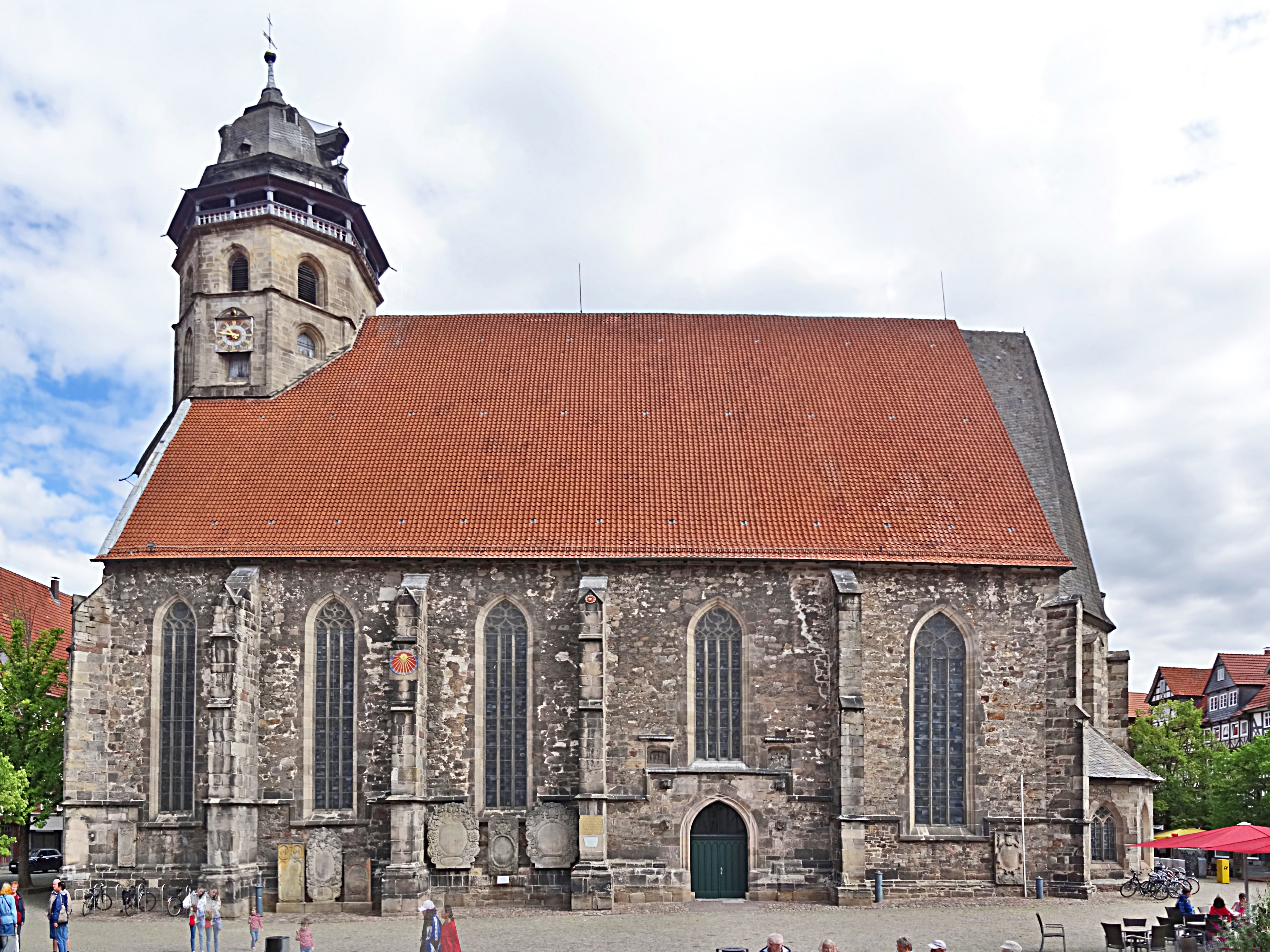
St.-Blasius-Kirche

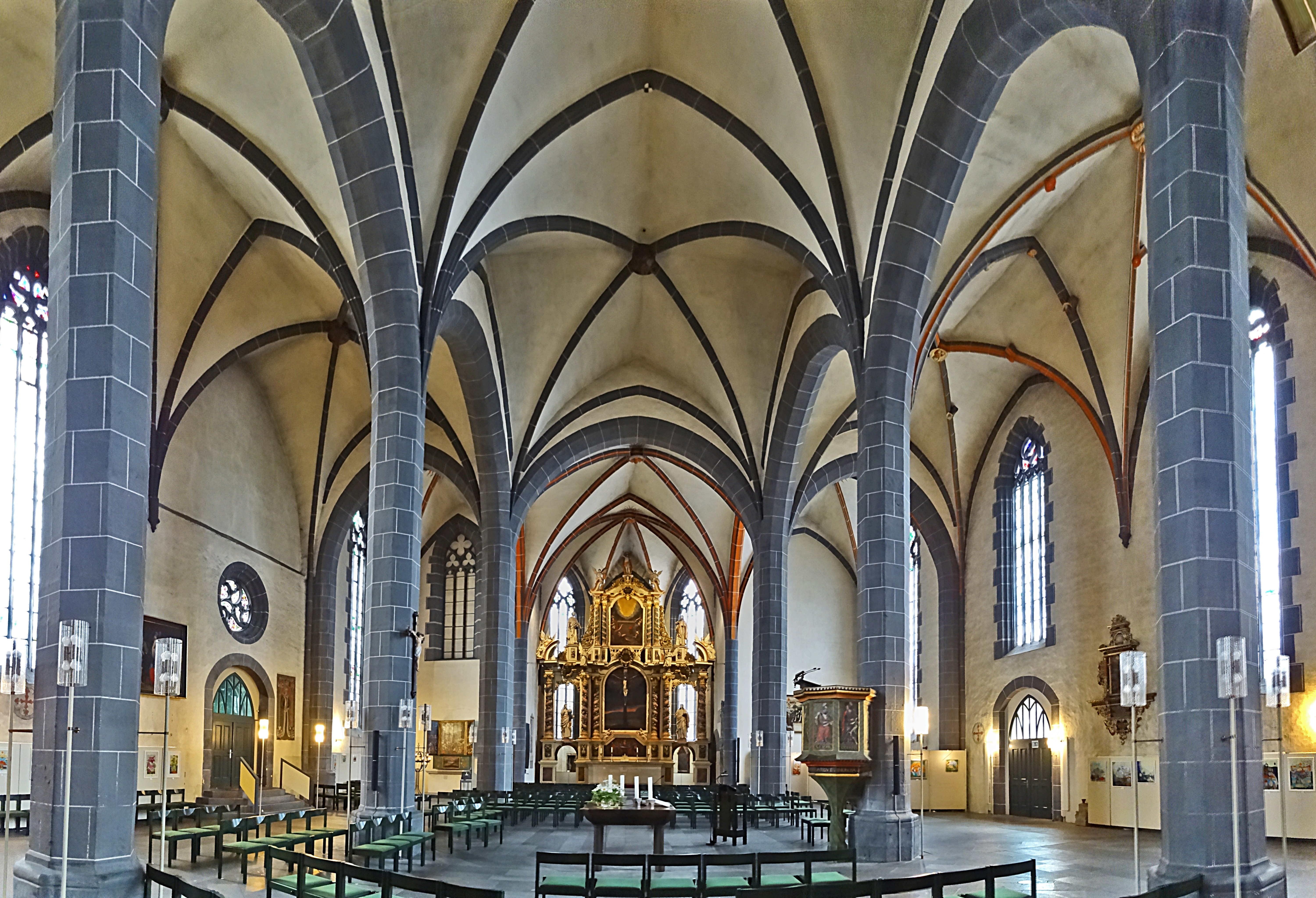
Blick zum Altar

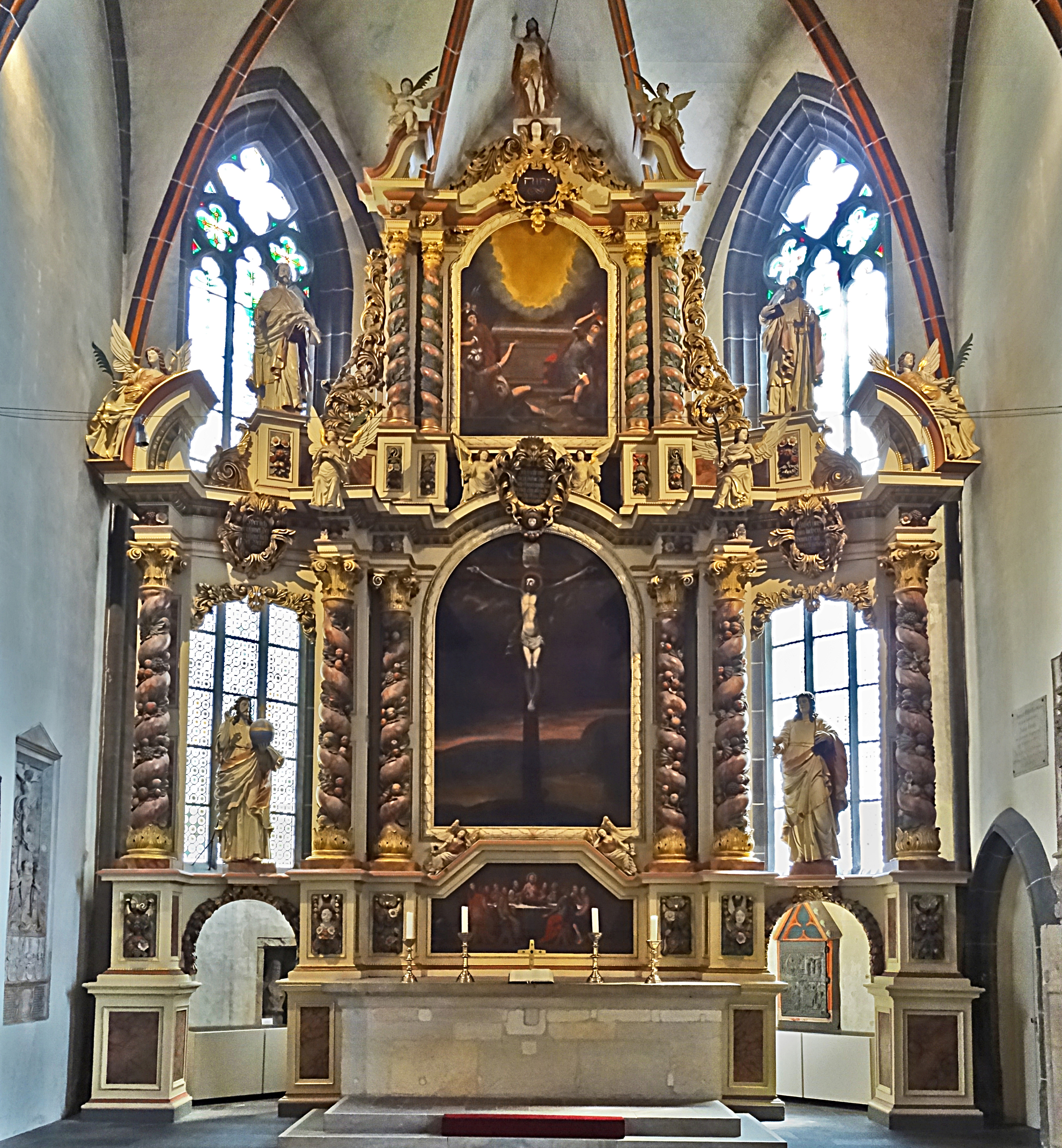
Der barocke Hochaltar

Die evangelisch-lutherische St.-Blasius-Kirche ist ein denkmalgeschütztes Kirchengebäude in Hann. Münden im Landkreis Göttingen (Niedersachsen). Die dreischiffige, gotische Hallenkirche steht inmitten der Altstadt, umgeben von historischen Häusern.

## Geschichte und Architektur
Grabungen in den Jahren 1972 bis 1973 belegen drei Vorgängerkirchen. Um 1000 stand hier eine Kapelle auf einem fast quadratischen Grundriss, sie wurde um 1150 mit einem romanischen Bau nach Westen erweitert. Von 1180 bis 1190 wurde eine Erweiterung zur romanischen Basilika mit runden Apsiden in den Seitenschiffen vorgenommen, diese brannte später ab.
Auf den Grundmauern der romanischen Kirche wurde in drei Bauabschnitten das heutige Gebäude errichtet. In der Zeit von 1260 bis 1280 errichtete man das erste Joch und den Chor, eine Trennwand diente als vorläufiger Abschluss nach Westen. Nach einer links neben dem Südportal befindlichen Inschrift erfolgte die Fertigstellung des zweiten Bauabschnittes von 1487 bis 1519 mit dem Anbau einer Sakristei und dem Unterbau des Turmes. In dieser Zeit wurde auch das Schiff vollendet.
Über dem Aufgang des Turmes ist die Jahreszahl 1488 erhalten. Der Turm wurde im dritten Bauabschnitt von 1535 bis 1584 vollendet. Er ist achteckig, 58 Meter hoch, in das Gebäude einbezogen und mit einer Welschen Haube bekrönt. Das Satteldach überragt er nur wenig. Von 1584 bis 1929 wachten Türmer von hier aus über die Stadt.
Der zwölf Meter hohe Barockaltar in der St.-Blasius-Kirche wurde zwischen 1695 und 1700 von Johann Andreas Gröber aus Heiligenstadt geschnitzt.
Die 46 Meter lange und 23 Meter breite Kirche ist seit 1540 evangelisch. Etwa 900 Personen finden hier Platz. Die Emporen und neues Gestühl wurden ab 1704 eingebaut. Beim Hochwasser im Jahr 1799 brachen etliche der Grüfte ein, worauf der Einbau eines Fußbodens aus Dielen erfolgte. Von 1881 bis 1897 fanden umfangreiche Sanierungsmaßnahmen statt; die mittelalterlichen Fenster wurden ersetzt und der Fußboden erneuert. Im neuen Anbau an der Nordseite des Chores wurde eine Heizung eingebaut. Die Empore an der Südseite wurde 1939 abgebrochen. Seit dem Abbruch der nördlichen Empore im Jahr 1958 hat das Gebäude wieder den Charakter einer gotischen Hallenkirche. Bei den Umbaumaßnahmen von 1972 bis 1976 wurde durch die Aufgabe des Mittelganges eine neue Raumkonzeption geschaffen, der Altar kam in die Mitte, die Kirchenbänke wurden abgebaut und durch bewegliches Gestühl ersetzt. Das Taufbecken kam in die nördliche Seitenkapelle. Die neuen Fenster gestaltete Gerhard Hausmann.

## Ausstattung

### Passionsaltar
Der Passionsaltar in der St.-Blasius-Kirche stammt ursprünglich aus der entwidmeten St. Aegidienkirche. Die Gemälde des Flügelaltars werden einem unbekannten Meister aus der Donauschule zugeschrieben und auf etwa 1530 datiert. Die Festtagsseite zeigt im Mittelteil die Kreuzigung Christi. Auf dem linken Flügel ist Jesus im Gebet am Garten Gethsemane dargestellt und darunter die Verspottung. Der rechte Flügel zeigt die Kreuzabnahme und Auferstehung.
Die Werktagsseite zeigt bei geschlossenen Flügeln links oben Verkündigung der Empfängnis Jesu an Maria durch den Erzengel Gabriel und unten die Anbetung des Kindes durch die Heiligen Drei Könige, rechts oben die Anbetung durch Maria, Josef, Engel und die Hirten und unten die Beschneidung Jesu.

### Fresko

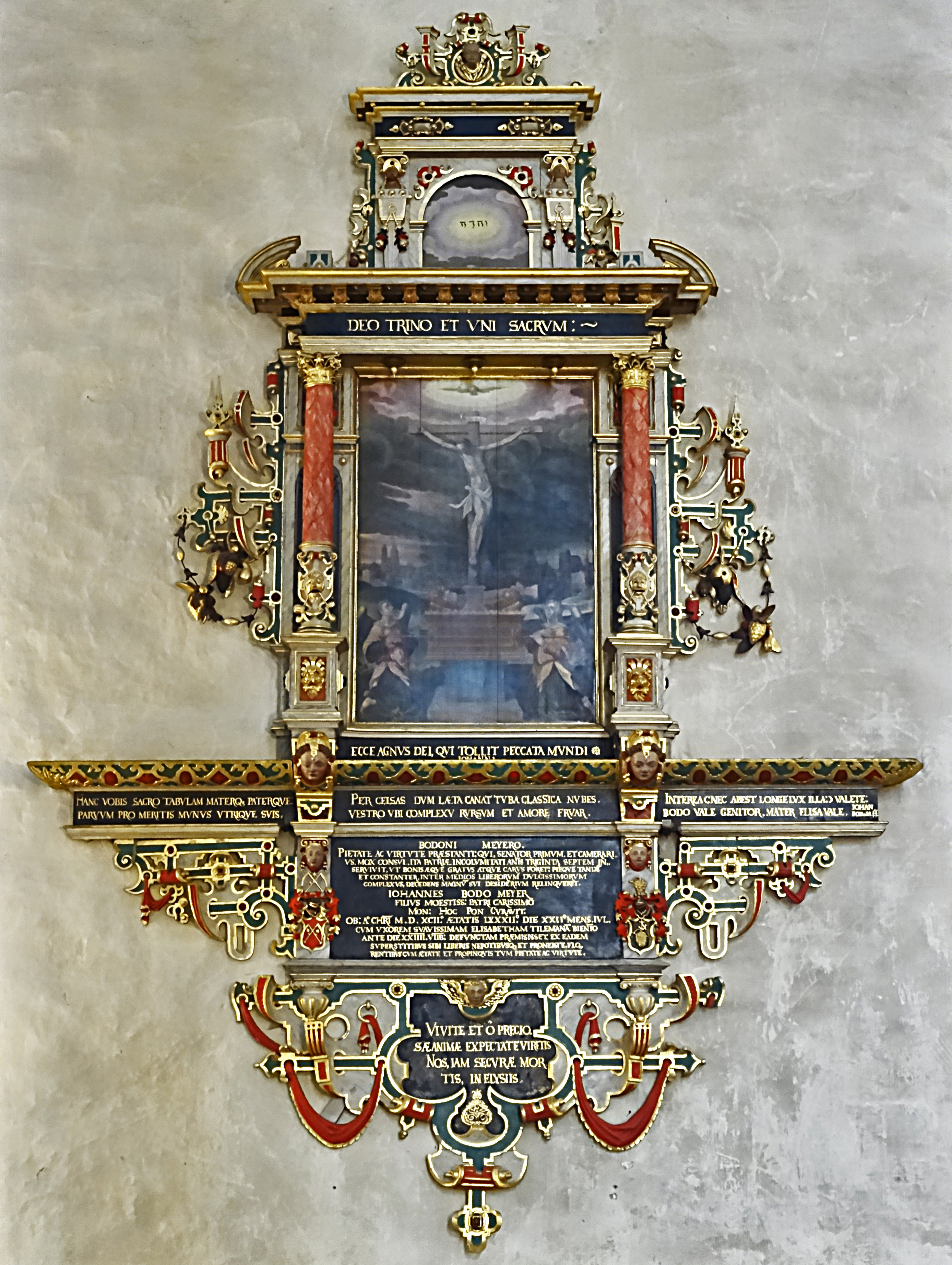
Meier-Epitaph

Im 16. Jahrhundert schmückten etliche Fresken gleichsam als biblia pauperum den Innenraum, von denen nur eines erhalten ist. Auf dem Gurtbogen, zwischen den beiden Pfeilern des Turmes stellt es die Anna selbdritt dar. Es wurde 1973 wiederentdeckt und anschließend restauriert, dazu wurden jahrhundertealte Farbschichten entfernt. Der Erhaltungszustand wird als gut bezeichnet, die Finanzierung erfolgte über das Landeskultusministerium.
Maria und ihre Mutter sitzen die Gesichter einander zugewandt auf einer gotischen Truhenbank. Maria trägt die langen Haare offen, sie ist bekrönt und als Himmelskönigin dargestellt. Ihr Gewand ist blau. Die Mutter Anna trägt eine Haube und die Kleidung einer Bürgerfrau des 16. Jahrhunderts. Das unbekleidete Jesuskind steht auf dem Schoß der Anna. Seine Mutter hält ihm einen Apfel hin, nach dem es greift. Die drei Figuren tragen einen Heiligenschein. Um die Farben zu schützen, wird das Bild nicht angestrahlt.
An der Südwand des südlichen Seitenschiffs hängt das große mehrteilige Epitaph für Bürgermeister Bodo Meier (1592) und seine Ehefrau Elisabeth Tilemann. Im Mittelteil des Epitaphs ein Gemälde auf Holz mit einer Darstellung der Kreuzigung. Auf den Friesen zahlreiche gut erhaltene Inschriften.

### Orgel
Die Orgel der St.-Blasius-Kirche wurde 1977 von der Firma Johannes Klais aus Bonn als Opus 1519 hinter dem historischen Gehäuse von Christoph Weiß (Eisenach, 1645) gefertigt. Sie besitzt 40 klingende Register auf drei Manualen und Pedal. Das Instrument verfügt über 2806 Pfeifen, davon 300 aus Holz und 2506 aus Zinn, sowie 39 Glocken. Die Disposition lautet wie folgt:
| I Rückpositiv C–g3 |       |
| Rohrflöte          | 8′    |
| Quintade           | 8′    |
| Principal          | 4′    |
| Blockflöte         | 4′    |
| Octave             | 2′    |
| Larigot            | 1 ⁄3′ |
| Sesquialter II     | 2 ⁄3′ |
| Scharff IV         | 1′    |
| Dulcian            | 16′   |
| Krummhorn          | 8′    |
| Tremulant          |       |

| II Hauptwerk C–g3 |       |
| Bordun            | 16′   |
| Principal         | 8′    |
| Bifaria (ab gis)  | 8′    |
| Holzflöte         | 8′    |
| Octave            | 4′    |
| Nachthorn         | 4′    |
| Quinte            | 2 ⁄3′ |
| Superoctave       | 2′    |
| Mixtur V          | 2′    |
| Cornett V (ab e)  | 8′    |
| Trompete          | 8′    |

| III Brustpositiv C–g3 (schwellbar) |        |
| Holzgedackt                        | 8′     |
| Gamba                              | 8′     |
| Praestant                          | 4′     |
| Rohrflöte                          | 4′     |
| Nasat                              | 2 ⁄3′  |
| Principal                          | 2′     |
| Waldflöte                          | 2′     |
| Terz                               | 1 3⁄5′ |
| Sifflet                            | 1′     |
| Cymbel                             | 1⁄2′   |
| Vox Humana                         | 8′     |
| Glocken (c0–d3)                    |        |
| Tremulant                          |        |

| Pedal C–f1      |       |
| Principalbass   | 16′   |
| Subbass         | 16′   |
| Octavbass       | 8′    |
| Octavbass       | 4′    |
| Rauschpfeife IV | 2 ⁄3′ |
| Posaune         | 16′   |
| Holztrompete    | 8′    |
| Schalmey        | 4′    |

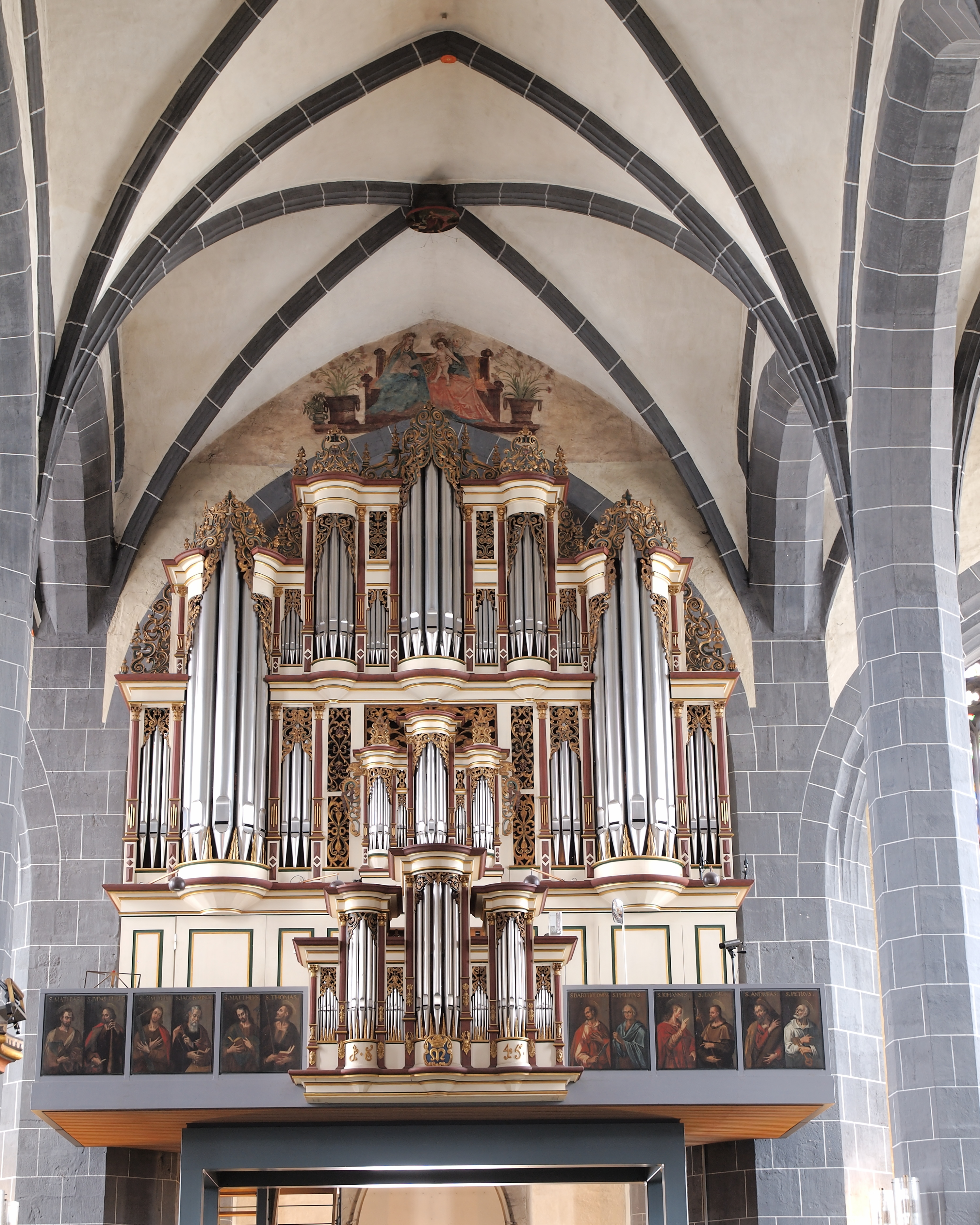
Blick auf die Orgel

- Koppeln: I/II, III/II, I/P, II/P, III/P
- Spielhilfen: vierfacher mechanischer Setzer, seit 2010 elektrische Setzeranlage mit 3000 Kombinationen

### Gedenktafel für Antonius Corvinus
An einem Strebepfeiler des Chores hängt eine Erinnerungstafel an den Reformator Antonius Corvinus. Sie wurde 1901 anlässlich des 400. Geburtstages des Corvinius aufgehängt, die Inschrift lautet: der Herzogin Elisabeth zu Münden und ihrem treuen Berater Antonius Corvinus, dem Reformator Südhannovers zu Gedächtnis gewidmet. Die Herzogin Elisabeth I. ernannte Corvinius 1542 zum Landessuperintendenten, er predigte auch in St. Blasius.

### Sonstige Ausstattung
- Der neue Tischaltar aus Bronze wurde in den 1970er Jahren angeschafft, er steht im Zentrum der Kirche, in der Nähe der Kanzel.
- Die Mensa des Hochaltares stammt aus der Zeit des ersten Bauabschnittes von 1260 bis 1280.
- Auch das Taufbecken ist eine Arbeit aus dieser Zeit, es wurde 1392 von Nikolaus Stettin angefertigt.
- Der Bildschnitzer Johann Andreas Gräber (Gröber) aus Heiligenstadt im Eichsfeld schuf 1695–1700 im Ostchor eine barocke Altarwand, die den bisherigen Flügelaltar ersetzte.
- Der Schalldeckel der Kanzel wurde 1939 abgenommen.
- Der Sarkophag für Wilhelm den Jüngeren ist ein beachtliches Monument, es wurde noch zu Lebzeiten des Herzogs angefertigt.[7] Die Tumba wurde in den 1970er Jahren aus der Mittelachse des Mittelschiffes entfernt und in das südliche Seitenschiff versetzt.
- An der Chor-Nordwand befinden sich das steinerne Epitaph für Herzog Erich I. (geschaffen vor 1540 von Loy Hering) sowie die bronzene Grabplatte für Herzog Erich I.(geschaffen 1541 von Cord Mente[8])
- An der Nordwand des nördlichen Seitenschiffs befindet sich die Grabplatte der Anna von Westernhagen (1618), geborene von dem Werder.
- An der Südwand des Chores befindet sich die Grabplatte Theophilus Andreas Hagemanns.